# Casa natal de Gregório de Mattos
A Casa natal de Gregório de Mattos foi o local de nascimento do poeta Gregório de Matos Guerra (Salvador, 23 de dezembro de 1636 — Recife, 26 de novembro de 1696). Esta localizado no Largo do Cruzeiro de São Francisco, no centro histórico do Pelourinho, em Salvador, Bahia.
O sobrado de 3 andares foi construído pelo pai de Gregório de Matos no início do século XVII, local onde o poeta viria a nascer em 1636. Posteriormente foi comprada por Pêro Camello Pereira de Aragão, que foi um rico senhor de engenho e magistrado em Salvador. Ele foi o responsável por construir o portal feito de arenito que exibe o seu brasão de armas.
Foi tombado pelo Instituto do Patrimônio Histórico e Artístico Nacional (IPHAN) em 1938 por sua importância cultural e atualmente abriga a Federação Espírita da Bahia.
A casa apresenta 3 pavimentos e um sótão e está construída em um estreito lote urbano, foi feita de alvenaria de pedra e conserva suas características coloniais portuguesas do século XVII. A fachada é destacada pela presença de um portal entalhado em arenito formado por pilastras dóricas com caneluras que suportam um entablamento clássico.
| Janelas com balcão do sobrado onde nasceu Gregório de Matos. |  | Detalhe do portal de arenito da casa. |  | Placa da Federação Espírita da Bahia presente na fachada do sobrado. |
| Janelas com balcão do sobrado onde nasceu Gregório de Matos. |  | Detalhe do portal de arenito da casa. |  | Placa da Federação Espírita da Bahia presente na fachada do sobrado. |